# Departementen van Colombia
Colombia is territoriaal verdeeld in 32 departementen (Spaans: departamentos, enkelvoud: departamento) en een Hoofdstedelijk District (Spaans: Distrito Capital). Elk departement heeft een gouverneur (gobernador) en een departementale Assemblee (Asamblea Departamental), die elke vier jaar opnieuw gekozen worden. Een gouverneur kan niet herkozen worden voor een periode die direct volgt op zijn bestuursperiode.
Departementen met veel inwoners zijn verder ingedeeld in regio's of provincies, die vooral dienen ter ondersteuning van het bestuur van het betreffende departement en de gemeenten. Ze hebben zelf weinig macht. Het laagste bestuursniveau is doorgaans dat van de gemeente (municipio). De dichtstbevolkte departementen bestaan uit meer dan honderd gemeenten, de dunstbevolkte maar uit enkele (die dan vaak groter zijn dan Vlaanderen). In sommige departementen worden zeer dunbevolkte gebieden bestuurd als departementale districten (corregimiento departamental) of gemeentelijke districten (corregimientos municipal).
De hoofdstad Bogota is georganiseerd als Hoofdstedelijk District en valt buiten de indeling in departementen. Enkele taken worden uitgevoerd door het departement Cundinamarca. Bogota is ook de hoofdstad van Cundinamarca, hoewel de stad formeel geen deel uitmaakt van dat departement. Cundinamarca is echter het enige departement waarvan de hoofdstad in de nationale grondwet is vastgelegd. Dit betekent dat een verhuizing van de hoofdstad een grondwetswijziging vereist en geen simpel besluit van de provinciale Assemblee.

## Overzicht departementen van Colombia
| Nr.                                     | Departement                      | Hoofdstad                        | Oppervlakte | Inwoners  |
| --------------------------------------- | -------------------------------- | -------------------------------- | ----------- | --------- |
| 1                                       | Amazonas                         | Leticia                          | 109.665 km² | 67.726    |
| 2                                       | Antioquia                        | Medellín                         | 63.612 km²  | 5.682.276 |
| 3                                       | Arauca                           | Arauca                           | 23.818 km²  | 232.118   |
| 4                                       | Atlántico                        | Barranquilla                     | 3.388 km²   | 2.166.156 |
| 5                                       | Bolívar                          | Cartagena                        | 25.978 km²  | 1.878.993 |
| 6                                       | Boyacá                           | Tunja                            | 23.189 km²  | 1.255.311 |
| 7                                       | Caldas                           | Manizales                        | 7.888 km²   | 968.740   |
| 8                                       | Caquetá                          | Florencia                        | 88.965 km²  | 420.337   |
| 9                                       | Casanare                         | Yopal                            | 44.640 km²  | 295.353   |
| 10                                      | Cauca                            | Popayán                          | 29.308 km²  | 1.268.937 |
| 11                                      | Cesar                            | Valledupar                       | 22.905 km²  | 903.279   |
| 12                                      | Chocó                            | Quibdó                           | 46.530 km²  | 454.030   |
| 13                                      | Córdoba                          | Montería                         | 25.020 km²  | 1.467.929 |
| 14                                      | Cundinamarca                     | Bogota                           | 22.605 km²  | 2.280.037 |
| 15                                      | Guainía                          | Inírida                          | 72.238 km²  | 35.230    |
| 16                                      | Guaviare                         | San José del Guaviare            | 53.460 km²  | 95.551    |
| 17                                      | Huila                            | Neiva                            | 19.890 km²  | 1.011.418 |
| 18                                      | La Guajira                       | Riohacha                         | 20.848 km²  | 681.575   |
| 19                                      | Magdalena                        | Santa Marta                      | 23.188 km²  | 1.149.917 |
| 20                                      | Meta                             | Villavicencio                    | 85.635 km²  | 783.168   |
| 21                                      | Nariño                           | Pasto                            | 33.268 km²  | 1.541.956 |
| 22                                      | Norte de Santander               | Cúcuta                           | 21.658 km²  | 1.243.975 |
| 23                                      | Putumayo                         | Mocoa                            | 24.865 km²  | 310.132   |
| 24                                      | Quindío                          | Armenia                          | 1.845 km²   | 534.552   |
| 25                                      | Risaralda                        | Pereira                          | 4.140 km²   | 897.509   |
| 26                                      | San Andrés en Providencia        | San Andrés                       | 44 km²      | 70.554    |
| 27                                      | Santander                        | Bucaramanga                      | 30.537 km²  | 1.957.789 |
| 28                                      | Sucre                            | Sincelejo                        | 10.917 km²  | 772.010   |
| 29                                      | Tolima                           | Ibagué                           | 23.562 km²  | 1.365.342 |
| 30                                      | Valle del Cauca                  | Cali                             | 22.140 km²  | 4.161.425 |
| 31                                      | Vaupés                           | Mitú                             | 54.135 km²  | 39.279    |
| 32                                      | Vichada                          | Puerto Carreño                   | 100.242 km² | 55.872    |
| 33                                      | Bogota (Hoofdstedelijk District) | Bogota (Hoofdstedelijk District) | 1.605 km²   | 6.840.116 |
| Bronnen: oppervlakte en inwoners (2005) |                                  |                                  |             |           |

| Kaart                      |
| -------------------------- |
| Departementen van Colombia |
| Departementen van Colombia |

Panama was tussen 1886 en 1903 een departement van Colombia en is sindsdien een onafhankelijke staat.